# 東安居村
東安居村（ひがしあごむら）は福井県足羽郡にあった村。現在の福井市中心部の西半にあたる。

## 地理
- 河川 ： 足羽川、日野川

## 歴史
- 1889年（明治22年）4月1日 - 町村制の施行により、明里村、東明里村、三橋地方、境村、菅谷村、水越村、大瀬村、飯塚村、角折村、下市村、金谷村、大渡村及び小渡村の区域をもって、東安居村が発足する。
- 1931年（昭和6年）4月1日 - 大字三橋の区域が福井市に編入する。
- 1939年（昭和14年）8月1日 - 福井市に編入する。